# Linkin Park
Linkin Park er et amerikansk nu-metal/rockband fra Agoura Hills, Californien, som blandt andet er kendt for sange som "In the End", "Numb" og "Faint". Siden deres dannelse i 1996, har de solgt over 50 millioner albummer., og vundet to Grammy Awards.
Linkin Park er kendt for at blande nu-metal og rapcore, og stadig ramme et stort publikum. Bandet har også prøvet med andre genrer som f.eks. på deres album Minutes to Midnight, som toppede den amerikanske Billboard list. De har også arbejdet sammen med mange forskellige artister, mest kendt er de for deres arbejde med rapperen Jay-Z, som blev til et album, Collision Course, og mange andre på remixalbummet Reanimation.

## Historie

### Begyndelsen (1996-2000)
Mike Shinoda, Brad Delson og Rob Bourdon mødte hinanden i 1996, da de gik på high school. Efter deres eksamen, tog de deres musikalske interesser mere alvorligt, og dannede sammen med Joe Hahn, Dave Farrell og Mark Wakefield rapcorebandet Xero. På trods af begrænsede ressourcer, startede bandet i 1996 med at indspille og producere sange i Shinodas soveværelse. To år senere besluttede Mark Wakefield at forlade bandet, da han indså at de resterende bandmedlemmer ønskede at gå mere op i det, end han gjorde. Efter Wakefield forlod bandet, holdt de en åben audition, for at finde hans afløser, og blev her kontaktet af en Warner Bros. Records ansat ved navn Jeff Blue, som kendte Chester Bennington, der året forinden havde forladt bandet Grey Daze pga. interne uenigheder. Mike Shinoda og co. blev meget imponeret over Benningtons musikalske evner, og efter nogle prøver, tilbød de ham en plads i bandet som forsanger, som han takkede ja til. Med en ny forsanger valgte de at skifte navn til Hybrid Theory, som skulle hentyde til deres musik – en hybrid af rap, electronica og heavy metal – men da der allerede eksisterede et engelsk band med det navn, måtte de pga. copyright skifte navn igen. I 1999 fik de en pladekontrakt med Warner Bros. Records. Under indspilningen af albummet Hybrid Theory EP, måtte Chester køre forbi Lincoln Park i Santa Monica hver eneste dag, for at komme til studiet og indspille. Derfor foreslog han at kalde bandet Lincoln Park, men da de ansøgte om internetdomænet www.lincolnpark.com, var det allerede optaget – derfor, lidt tilfældigt, fandt de på Linkin Park og købte domænet www.linkinpark.com, som de den dag i dag endnu bruger og ejer.

### Gennembrud (2000-2002)
Den 24. oktober 2000 udgav Linkin Park deres debutalbum, Hybrid Theory. Hybrid Theory blev godt modtaget på verdensplan med over 4,8 millioner eksemplarer solgt i debutåret, det bedst sælgende album i 2001. Singler, såsom "Crawling" og "One Step Closer" gjorde det godt på amerikansk radio. Albummet modtog tre Grammy-nomineringer, herunder Best New Artist, Best Rock Album og Best Hard Rock Performance (Crawling). MTV tildelte bandet priserne Best Rock Video og Best Direction for In the End, bandets hidtil største hit, og en af de mest spillede sange i 2001. Linkin Park blev genforenet med bassisten Dave Farrell, og begyndte på et remixalbum. De samarbejdede med Black Tought, Jonathan Davis, Aaron Lewis og mange andre på deres album. Den 30. juli 2002 udgav de deres album, Reanimation, med remixet numre fra Hybrid Theory og Hybrid Theory EP. Reanimation solgte 270.000 eksemplarer den første uge.

### Meteora(2002-2004)
Efter succesen med Hybrid Theory og Reanimation, brugte Linkin Park en betydelig mængde tid med at turnere i USA. Under de mange turnerer begyndte bandet at arbejde på nyt materiale i deres turbus' studie. Bandet annoncerede officielt med produktionen af et nyt studiealbum i december 2002. Meteora kom på hylderne den 25. marts 2003, og optjente øjeblikkeligt verdensomspændende anerkendelse. Meteora solgt mere end 800.000 eksemplarer i løbet af sin første uge. Musikvideoer for nogle af albummets singler, herunder "Somewhere I Belong", "Breaking the Habit", Faint og "Numb", modtog stor radio opmærksomhed. I [oktober] 2003 havde Meteora solgt næsten tre millioner eksemplarer. Meteora optjente bandet flere priser og hædersbevisninger. Bandet vandt MTV's priser for Best Rock Video (Somewhere I Belong) og Viewer's Choice Award ("Breaking the Habit"). Linkin Park modtog også betydelig anerkendelse under 2004 Radio Music Awards, ved at vinde titlerne Artist of the Year og Song of the Year ("Numb"). Selv om Meteora ikke solgte nær så godt som Hybrid Theory, var det det tredje bedst sælgende album i USA i løbet af 2003. Bandet brugte de første måneder af 2004 på at turnerer rundt om i verden.

### Sideprojekter (2004-2006)
Efter Meteoras succes udsatte bandet arbejdet med et nyt studiealbum for de næste par år. I stedet fortsatte Linkin Park med at turnere og arbejde med mange sideprojekter. I 2004 arbejdede bandet sammen Jay-Z på deres andet remixalbum, Collision Course. Albummet, som var en blanding af Jay-Z' og Linkin Parks sange fra begge kunstneres forrige album, debuterede i november 2004. Shinoda dannede også et nyt band, Fort Minor, som et sideprojekt. Ved hjælp af Jay-Z, udgav Fort Minor sit debutalbum, The Rising Tied.
Linkin Park deltog også i adskillige velgørende arrangementer. De hjalp blandt andet med at give penge til fordel for ofrene for orkanen Charley i 2004 og senere orkanen Katrina i 2005. Bandet donerede $ 75.000 til Special Operations Warrior Foundation i marts 2004. De optrådte også sammen med Jay-Z til Live 8, en række velgørende koncerter hvis formål er at øge den globale bevidsthed, på Live 8’s stadium i Philadelphia, Pennsylvania, til et globalt publikum. Bandet blev senere genforenet med Jay-Z ved Grammy Award Ceremony 2006, hvor de optrådte med "Numb/Encore", som var nomineret til en Grammy for Best Rap/Song Collaboration.

### Minutes to Midnight(2006-2008)
I 2006 gik Linkin Park i gang med at arbejde på et nyt album. Til at producere albummet, valgte de produceren Rick Rubin. Albummet ville oprindeligt debutere i 2006, men blev så forsinket indtil 2007. Bandet havde lavet tredive til halvtreds sange i august, hvor Shinoda erklærede at albummet var halvvejs afsluttet. Bennington tilføjede senere, at tonerne på det nye album ville være meget anderledes end på de andre albummer.
Warner Bros. Records meddelte officielt, at bandets tredje studiealbum, med titlen Minutes to Midnight, ville blive udgivet den 15. maj 2007 i USA. Minutes to Midnight solgte over 600.000 eksemplarer den første uge, og røg til tops på Billboard hitlisten. Albummets første single, "What I've Done" blev udgivet den 2. april. Singlen blev taget godt imod af lytterne, og blev øverste rangerede sang på Billboards Modern Rock Tracks og Mainstream Rock Tracks. Senere på året vandt bandet Favorite Alternative Artist til American Music Awards. Bandet oplevede også succes med singler som "Bleed it Out", "Shadow of the Day", "Given Up", og "Leave Out All the Rest", som blev frigivet i løbet af 2007 og begyndelsen af 2008. Den 29. april udgav Linkin Park singlen "We Made It" sammen med Busta Rhymes ("We Made It" er ikke med på albummet Minutes to Midnight).
Linkin Parks turneer og liveoptrædelser, har blandt andet omfattet en koncert til Live Earth Japan den 7. juli 2007. Bennington hævder at Linkin Park har planer om endnu et album, men erklærede at bandet først vil gå i gang med en USA turné for at samle inspiration til albummet. I et interview med Rolling Stone, sagde Bennington, at bandet allerede var begyndt at skrive nyt materiale til albummet, og Shinoda har også udtalt, at albummet kan meget vel blive frigivet i slutningen af 2009. Deres sang "What I've Done" blev præsenteret i 2008 i spillet Guitar Hero World Tour.

### A Thousand Suns(2008-2011)
I oktober 2008 afslørede Shinoda på sin blog, at han, Farrell og Hahn havde påbegyndt arbejdet på to sange. I 2008 meddelte Bennington, at Linkin Parks fjerde studiefrigivelse vil blive et konceptalbum. Bandet har ikke givet nogen specifikke detaljer om albummet. Albummet var forventet i midten af 2009, men i slutningen af marts skrev Mike Shinoda på sin blog: "Vi håber at have Chesters Dead By Sunrise album ud dette efterår, og det nye LP album ud i begyndelsen af næste år." Den 24. april skrev han, at Linkin Park vil arbejde på et soundtrack til Transformers: Revenge of the Fallen, og at de vil arbejde med den vellykkede filmkomponist Hans Zimmer.
18. maj 2009 udsendtes Linkin Parks nye single på deres hjemmeside og iTunes. Nummeret som hedder New Divide havde været omtalt længe, men det lykkes Warner Bros at holde nummeret hemmeligt denne gang. Da Linkin Park udgav What I've Done var nummeret allerede leaked 3 uger forinden udgivelsesdatoen. Nummeret New Divide er en aktiv del af brandet til den nye Transformers 2 film som udkom i de danske biografer i juli.
Chesters sideprojekt kaldet Dead by Sunrise udkommer med albummet Out of Ashes den 13 Oktober 2009, og den første single er allerede frigivet på bandets myspace side.
Chester offentliggjorde på sin blog i decemberen 2009, at de nu ville gå i studiet og indspille sange til næste plade, som de havde skrevet. Pladen vil udkomme "Først i 2010", og "Den nye plade vil forsætte stilen fra New Divide". Udtalte han dengang.
Linkin Park har nu udtalt, at albummet kommer til at hedde "A Thousand Suns" og vil udkomme den 14. September 2010.
Linkin Park, har valgt at arbejde videre med Hans Zimmer efter deres sidste vellykkede samarbejde.
De har i 2010 udgivet spillet 8-Bit Rebellion! eksklusivt til Iphone, Ipod Touch og Ipad, der indeholdte en ny single, Blackbirds.
5 marts, 2011, annoncerede Mike Shinoda en europæisk udgivelse af A Thousand Suns +, en limited special udgave af albummet ville blive udgivet 6 juni, 2011. Special udgaven er inklusiv en live dvd af bandets show i Madrid, hvilket var optaget ved Puerta de Alcalá Gate, 7 november, 2010..

### Living ThingsandRecharged(2008-2011)
I juli 2011 fortalte Bennington til Rolling Stone, at Linkin Park sigtede mod at udgive et nyt album hver 18. måned, og at han ville blive chokeret, hvis et nyt album ikke kom ud i 2012. Senere afslørede han i et andet interview i september 2011, at bandet stadig var i de tidlige faser af det næste album og sagde: "Vi er lige begyndt. Vi kan godt lide at holde de kreative safter i gang, så vi prøver at holde det kørende hele tiden... vi kan godt lide den retning, vi bevæger os i." Den 28. marts 2012 bekræftede Shinoda, at bandet optog en musikvideo til "Burn It Down", instrueret af Joe Hahn. Shinoda talte til Co.Create om albummets kunst og sagde, at det ville "blæse fansene væk... den gennemsnitlige person vil ikke kunne se det og sige, at de forstår, at det er fuldstændig nyt, ikke kun billedet, men måden, det er skabt på, er helt ny. Så det kommer til at være sådan."
I april 2012 annoncerede bandet, at Living Things ville være titlen på deres femte album og kaldte det en "tilbagevenden til formen". Shinoda udtalte, at de valgte titlen Living Things, fordi albummet handler mere om mennesker, personlige interaktioner, og det er langt mere personligt end deres tidligere albums. Albummets førstesingle, "Burn It Down", blev udgivet den 16. april. Bandet promoverede albummet på 2012-udgaven af Honda Civic Tour, sammen med co-headliner Incubus. Andre singler fra albummet inkluderer "Lost in the Echo", "Powerless" og "Castle of Glass". Bandet optrådte med "Burn It Down" ved 2012 Billboard Music Awards. Den 25. maj udgav bandet musikvideoen til "Burn It Down" og præsenterede "Lies Greed Misery", endnu en sang fra Living Things. "Powerless", det tolvte og afsluttende nummer på albummet, blev brugt i rulleteksterne til filmen Abraham Lincoln: Vampire Hunter.
Living Things blev udgivet den 26. juni i USA. Albummet solgte over 223.000 eksemplarer i sin debutuge og nåede nr. 1 på de amerikanske albumhitlister. Linkin Parks single "Castle of Glass" blev nomineret til 'Best Song in a Game' ved 2012 Spike Video Game Awards. Bandet optrådte også ved prisuddelingen den 7. december, men tabte prisen til "Cities" af Beck. Linkin Park spillede også ved Soundwave-musikfestivalen i Australien, hvor de delte scenen med Metallica, Paramore, Blink-182 og Sum 41.
Den 10. august 2013 samarbejdede bandet med den amerikanske musiker Steve Aoki om at indspille sangen "A Light That Never Comes" til Linkin Parks online puzzle-actionspil LP Recharge (forkortelse for Linkin Park Recharge), som blev lanceret på Facebook og den officielle LP Recharge-hjemmeside den 12. september 2013. Sangen blev senere inkluderet på et remixalbum med titlen Recharged, som blev udgivet den 29. oktober 2013. Ligesom Reanimation indeholder albummet remixes af ti af sangene fra Living Things, med bidrag fra andre kunstnere som Pusha T, Datsik, KillSonik, Bun B, Money Mark og Rick Rubin. Bandet arbejdede også på soundtracket til filmen Mall, som blev instrueret af Joe Hahn.

### The Hunting Party(2013-2015)
I et interview med Fuse bekræftede Shinoda, at Linkin Park begyndte indspilningen af deres sjette studiealbum i maj 2013. Bandet udgav den første single fra det kommende album, med titlen "Guilty All the Same" (featuring Rakim), den 6. marts 2014 via Shazam. Singlen blev senere udgivet dagen efter af Warner Bros. Records og debuterede som nr. 27 på den amerikanske Billboard Rock Airplay-liste, inden den nåede nr. 1 på Mainstream Rock-listerne i de følgende uger. Kort efter singlens udgivelse afslørede bandet, at deres sjette album ville få titlen The Hunting Party. Albummet blev produceret af Shinoda og Delson, som ønskede at udforske musikalske elementer fra Hybrid Theory og bandets tidligere materiale. Shinodakommenterede, at albummet er en "90'er-stil rockplade". Han uddybbede: "Det er en rockplade. Den er højlydt og rock, men ikke som det, du har hørt før, som er mere som '90'ernes hardcore-punk-thrash.'" Albummet inkluderer musikalske bidrag fra rapperen Rakim, Page Hamilton fra Helmet, Tom Morello fra Rage Against the Machine, og Daron Malakian fra System of a Down. Sange som "Until It's Gone", "Wastelands", "Rebellion" (featuring Daron Malakian) og "Final Masquerade" blev udgivet som singler fra albummet. The Hunting Party blev udgivet den 13. juni 2014 i de fleste lande og senere i USA den 17. juni.
Linkin Park optrådte på Download Festival den 14. juni 2014, hvor de spillede deres debutalbum Hybrid Theory i sin helhed. Bandet var også hovednavn på Rock am Ring og Rock im Park i 2014 sammen med Metallica, Kings of Leon og Iron Maiden. De optrådte igen som hovednavn med Iron Maiden på Greenfield Festival i juli. Den 22. juni lavede Linkin Park en uventet hovedoptræden på Vans Warped Tour, hvor de spillede med medlemmer fra Issues, The Devil Wears Prada, A Day To Remember, Yellowcard, Breathe Carolina, Finch og Machine Gun Kelly. I januar 2015 tog bandet på turné for at promovere udgivelsen af The Hunting Party, der bestod af 17 koncerter i USA og Canada. Turnéen blev dog aflyst efter kun tre koncerter, da Bennington skadede sin ankel. Den 9. maj optrådte Linkin Park på den første udgave af Rock in Rio USA, hvor de var direkte opvarmningsband for Metallica.
Den 9. november 2014 blev Linkin Park kåret som "Best Rock" act ved MTV Europe Music Awards. Bandet vandt også titlerne 'Best Rock Band' og 'Best Live Act' ved Loudwire's Music Awards i 2014. Revolver rangerede The Hunting Party som det fjerdebedste album i 2014. I et interview med AltWire den 4. maj reflekterede Shinoda over The Hunting Party og kommenterede Linkin Parks fremtid: "Jeg er virkelig glad for reaktionen på The Hunting Party, og jeg tror, vi er klar til at bevæge os i en ny retning på det næste album, som vil komme [i 2016]."
Linkin Park samarbejdede med Steve Aoki om sangen "Darker Than Blood" til Aokis album Neon Future II, som blev udgivet i maj 2015. Den første forsmag på sangen kom under Aokis optræden den 28. februar 2015 i Aragon Ballroom i Chicago, Illinois. Sangen blev debuteret på Twitch den 13. april og udgivet den 14. april.
Linkin Park optrådte ved afslutningsceremonien på BlizzCon 2015, Blizzards videospilkonvention.

### One More Lightog Chester Benningtons dødsfald (2015-2017)
I november 2015 begyndte Linkin Park at arbejde på nyt materiale til deres syvende studiealbum. Chester Bennington kommenterede albummets retning ved at sige: "Vi har en masse fantastisk materiale, som jeg håber udfordrer vores fanbase såvel som inspirerer dem lige så meget, som det har inspireret os." I februar 2017 udgav Linkin Park promoveringsvideoer på deres sociale mediekonti, som viste Shinoda og Bennington i gang med at forberede nyt materiale til albummet. Mike Shinoda udtalte, at bandet fulgte en ny proces i produktionen af albummet. Brad Delson uddybede: "Vi har lavet så mange albums, og vi ved tydeligvis, hvordan man laver et album, men denne gang tog vi bestemt ikke den nemme vej."
Den første single fra det nye album blev afsløret som værende titlen "Heavy", der indeholder pop-sangeren Kiiara, hvilket markerede første gang, bandet havde en kvindelig vokalist på en original sang til et studiealbum. Sangens tekst blev skrevet i samarbejde mellem Linkin Park, Julia Michaels og Justin Tranter. Singlen blev udgivet den 16. februar. Som tidligere benyttede Linkin Park kryptiske beskeder online i forbindelse med det nye album. Albummets cover blev afsløret gennem digitale puslespil på sociale medier; det forestiller seks børn, der leger i havet. Bandets syvende album, One More Light, blev udgivet den 19. maj 2017. Promoveringssinglerne "Battle Symphony", "Good Goodbye" (featuring Pusha T og Stormzy) og "Invisible" blev også udgivet før albummets udgivelse.
Bennington døde den 20. juli 2017 på sin nære vens Chris Cornells fødselsdag som ligeledes havde taget sit eget liv tidligere på året; Chesters død blev fastslået som selvmord ved hængning. Mike Shinoda bekræftede Benningtons død på Twitter og skrev: "Chokeret og knust, men det er sandt. En officiel udtalelse kommer, så snart vi har en." Bandet havde udgivet en musikvideo til deres single "Talking to Myself" tidligere den dag.
Dagen efter Benningtons død aflyste bandet den nordamerikanske del af deres One More Light World Tour. Den 24. juli udgav Linkin Park en officiel udtalelse på deres hjemmeside som en hyldest til Bennington. Den 28. juli annoncerede Mike Shinoda, at donationer til bandets velgørenhedsorganisation, Music for Relief, ville blive omdirigeret til One More Light Fund, som var oprettet til ære for Bennington.
Den 4. august, da bandet oprindeligt skulle have optrådt på Good Morning America, optrådte Soundgarden-vokalisten Chris Cornells tolvårige datter Toni med OneRepublic og fremførte "Hallelujah" som en hyldest til Bennington (som var gudfar til hendes lillebror, Christopher) og hendes far. Benningtonhavde tidligere fremført sangen ved Cornells begravelse kun to måneder tidligere.
Den 22. august annoncerede Linkin Park planer om at afholde en hyldestkoncert i Los Angeles til ære for Bennington. Bandet takkede fansene for deres støtte og sagde: "Vi fem er så taknemmelige for al jeres støtte, mens vi heler og bygger fremtiden for Linkin Park." Titelsangen fra One More Light blev udgivet som single den 3. oktober. Bandet bekræftede senere, at koncerten, med titlen Linkin Park and Friends: Celebrate Life in Honor of Chester Bennington, ville finde sted den 27. oktober i Hollywood Bowl. Arrangementet indeholdt Linkin Parks første optræden efter Benningtons død. Koncerten omfattede flere gæster, der fremførte Linkin Park-sange sammen med bandet. Arrangementet varede over tre timer og blev livestreamet på YouTube. Det er blevet streamet 24,7 millioner gange pr. december 2023.
I november 2017 annoncerede bandet, at et livealbum, sammensat af deres sidste turné med Bennington, med titlen One More Light Live, ville blive udgivet den 15. december. Den 19. november modtog Linkin Park en American Music Award for Favorite Alternative Artist og dedikerede prisen til Bennington.

### Sorg pause (2017-2023)
Linkin Park gik på pause efter Benningtons død. Under en Instagram live-chat den 17. december 2017 blev Mike Shinoda spurgt, om Linkin Park ville optræde med en hologramversion af Benningtons i fremtiden. Han svarede: "Kan vi lade være med at lave en holografisk Chester? Jeg kan slet ikke forstå tanken om en holografisk Chester. Jeg har faktisk hørt andre uden for bandet foreslå det, og der er absolut ingen mulighed for, det kommer til at ske. Jeg kan slet ikke forholde mig til det."
Mens Linkin Park holdte sin sorg pause udgav bandet en 20 årsudgave af deres første album Hybrid Theory og I februar 2023 startede bandet et interaktivt spil på deres hjemmeside, som teasede 20-årsjubilæet for Meteora. Den 6. februar afslørede de en tidligere uudgivet demo, "Lost", som officielt blev udgivet den 10. februar som den første single fra genudgivelsen af albummet, der udkom den 7. april. Den anden single, "Fighting Myself", blev udgivet den 24. marts.

### Genskabelse og From Zero (2023- )
Uden offentlighedens kendskab henvendte bandet sig i 2023 til Emily Armstrong og Cole Brittain for at gendanne Linkin Park med henblik på at indspille og udgive ny musik samt optræde med bandets bagkatalog. En tidligere uudgivet sang fra One More Light-sessionerne, "Friendly Fire", blev udgivet den 23. februar 2024. Dette blev fulgt op af bandets første greatest hits-album, Papercuts, som udkom den 12. april. Albummet indeholder deres bedst sælgende singler udgivet mellem 2000 og 2023, herunder "Friendly Fire" samt den første officielle udgivelse af sangen "Qwerty", som oprindeligt blev udgivet på LP Underground 6.0 i 2006.
Den 30. april 2024 rapporterede Billboard, at Linkin Parks bookingbureau WME havde modtaget tilbud om både en potentiel reunion-turné og headlining-festivaldatoer, der skulle finde sted i 2025, med et line-up bestående af Mike Shinoda, Brad Delson, Dave Farrell og en kvindelig vokalist som erstatning for Bennington.
Efter en kryptisk 100-timers nedtælling, der endte uden nogen officiel meddelelse, teasede bandet kommende nyheder ved et fem-timers arrangement den 5. september i Los Angeles, som kun var åbent for medlemmer af Linkin Park Underground.
Ved det livestreamede event den 5. september annoncerede Linkin Park bandets comeback, inklusive Emily Armstrong og Cole Brittain som nye medlemmer af bandet. Derudover optrådte de med og udgav "The Emptiness Machine", den første single fra det kommende album From Zero, som forventes udgivet den 15. november 2024.
Linkin Park vil tage på en seks-dages arena-turné på tværs af fire kontinenter, begyndende den 11. september i Kia Forum i Inglewood og afsluttende den 11. november i Coliseo Medplus i Bogotá. Ifølge Mike Shinoda vil Linkin Park have en ny verdensturné i 2025. Efter at Alex Feder optrådte i hans sted ved comeback-arrangementet, annoncerede Delson, at han trækker sig fra turnélivet for at fokusere på de "bag kulisserne"-aspekter af bandet og fortsat ville være en del bandet men bare ikke den kommende verdensturné.
Rob Bourdon har aldrig vendt tilbage til Linkin Park efter Chester Benningtons tragiske død. Efter velgørenhedskoncerten, der blev afholdt til ære for Chester, udtrykte Bourdon et ønske om at træde væk fra både musikken og bandet for at bearbejde sorgen og det hele, der fulgte med.
Da resten af bandet begyndte at samles igen, først til sociale arrangementer og senere for at eksperimentere med ny musik, valgte Rob Bourdon aldrig at deltage. Dette skabte spekulationer blandt fansene, især da Rob Bourdon heller ikke var til stede ved større begivenheder som Hybrid Theory-jubilæumsudgivelsen og Papercuts.
Den 6. september 2024 forklarede Mike Shinoda præcis, hvad der var sket: "Rob sagde til os på et tidspunkt, jeg tror, det er et par år siden nu, at han ønskede at skabe lidt afstand mellem sig selv og bandet," forklarede Shinoda. "Og vi forstod det – det var allerede tydeligt. Han begyndte bare at dukke op mindre og have mindre kontakt, og jeg ved, at fansene bemærkede det også. Til Hybrid Theory-genudgivelsen og Papercuts-udgivelsen mødte han ikke op til noget. Så for mig, som ven, var det trist, men samtidig ønsker jeg, at han gør, hvad der gør ham glad, og selvfølgelig ønsker alle ham det bedste."
Rob Bourdon har ikke officielt udtalt sig om sin fremtid i musikken, men det står klart, at han har valgt en anden vej end resten af bandet, og det ser ud til, at han ikke længere er en del af Linkin Parks fremtidige projekter som i stedet har Cole Brittain bag trommerne.

## Om musikken
Linkin Parks musik er en blanding af nu-metal og rapcore, med indflydelser og elementer fra hiphop, alternative rock, og electronica, ved hjælp af synthesizers. I genren finder man også bands som Limp Bizkit og Bloodhound Gang. Musikmagasinet Rolling Stone kaldte Breaking the Habit for et "risikabelt, smukt kunstværk". I Minutes to Midnight eksperimenterer bandet med deres etablerede lyd og henledte påvirkninger fra et bredere og mere varieret udbud af genrer og stilarter, en proces som ifølge Los Angeles Times, er i niveau med U2's arbejde. Til koncerter har bandet sunget sange af kunstnere så forskellige som Black Sabbath, The Cure, Deftones, AC/DC , Guns N' Roses, og Nine Inch Nails. Linkin Parks brug af to separate vokalister er blevet en stor del af deres musik.
Chester Bennington er mest kendt for at bruge skrigende vokal fælles i forskellige former for metal og hardcore, men også at bruge mere melodisk sang, og er blevet placeret som nummer 46. på Hit Parader's list of "Heavy Metal's All-Time Top 100 Vocalists". Mike Shinoda er gruppens MC og gør alt for at rappe. I deres nyeste album, Minutes to Midnight, synger han førende vokal på In Between, Hands Held High, og b-siden No Roads Left. Shinoda er også blevet placeret på Hit Parader's list of "Heavy Metal's All-Time Top 100 Vocalists" som nummer 72.

## Diskografi

### Studiealbummer
- Hybrid Theory (2000)
- Meteora (2003)
- Minutes to Midnight (2007)
- A Thousand Suns (2010)
- Living Things (2012)
- The Hunting Party (2014)
- One More Light (2017)
- From Zero (2024)
- From Zero (Deluxe Edition) (2025)

### Remixalbummer
- Reanimation (2002)
- Collision Course (med Jay-Z) (2004)
- Recharged (2013)

### Singler
- "One Step Closer" (2000)
- "Crawling" (2001)
- "Papercut" (2001)
- "In the End" (2001)
- "Pts.Of.Athrty" (2002)
- "Somewhere I Belong" (2003)
- "Faint" (2003)
- "Numb" (2003)
- "From the Inside" (2004)
- "Breaking the Habit" (2004)
- "Numb/Encore" (2004)
- "What I’ve Done" (2007)
- "Bleed It Out" (2007)
- "Shadow of the Day" (2007)
- "Given Up" (2007)
- "We Made It" (2008) ft. Busta Rhymes
- "Leave Out All the Rest" (2008)
- "New Divide" (2009)
- "The Catalyst" (2010)
- "Waiting for the End" (2010)
- "Burning in the Skies" (2011)
- "Iridescent" (2011)
- "Burn It Down" (2012)
- "Lost in the Echo" (2012)
- "Powerless" (2012)
- "Castle of Glass" (2012)
- "A Light That Never Comes" (2013) ft. Steve Aoki
- "Guilty All the Same" (2014) ft. Rakim
- "Until It's Gone" (2014)
- "Wastelands" (2014)
- "Rebellion" (2014) ft. Daron Malakian
- "Final Masquerade" (2014)
- "Heavy" (2017)
- "Talking to Myself" (2017)
- "One More Light" (2017)
- "She Couldn't" (2019) (Demo sang fra Hybrid Theory)
- "Lost" (2023) (Uudgivet sang fra Meteora)
- "Fighting Myself" (2023) (Uudgivet sang fra Meteora)
- "Friendly Fire" (2023) (Uudgivet sang fra One More Light)
- "Qwerty" (2023) (Demo sang fra Hybrid Theory)
- "The Emptiness Machine" (2024)
- "Heavy Is The Crown" (2024)
- "Two Faced" (2024)
- "Up From the Bottom" (2025)
- "Unshatter" (2025)
- "Let You Fade" (2025)

### EPs/Demos
- Xero demo tape (1997)
- Hybrid Theory EP (1999)
- In the End: Live & Rare (2002)
- Live from SoHo (2008)
- Songs from the Underground (2008)
- 2011 North American Tour (2010)
- A Thousand Suns: Puerta de Alcalá (2011)
- iTunes Festival: London 2011 (2011)
- Stagelight Demos (2012)
- A Light That Never Comes (Remixes) (2014)
- Darker Than Blood: Remixes – EP (2015)

### DVD'er og live CD'er
- Frat Party at the Pancake Festival (2001)
- Reanimation (2002) (DVD-Audio)
- The Making of Meteora (2003) (Limited Release)
- Live in Texas (2003)
- Collision Course (2004)
- Minutes to Midnight (2007) (Limited Release)
- Road to Revolution: Live at Milton Keynes (2008)
- The Meeting of a Thousand Suns (2010)
- A Thousand Suns+ (2011)
- Inside Living Things (2012)
- Living Things + (2013)
- The Hunting Party (2014)

## Bandmedlemmer

### Nuværende medlemmer
- Mike Shinoda – vokal, rytmeguitar, MC, keyboard, (1996–2017, 2023– )
- Dave "Phoenix" Farrell – basguitar, baggrundsvokal (1996-1998, 2000–2017, 2023– )
- Emily Armstrong - vokal (2023– )
- Brad Delson – lead guitar (1996–2017, 2023– )
- Joe Hahn – DJ, beats (1996–2017, 2023– )
- Colin Brittain - trommer (2023– )

### Tidligere medlemmer
- Mark Wakefield – vokal (1996–1998)
- Kyle Christener – basguitar (1999)
- Chester Bennington – vokal, guitar, percussion (1999–2017)
- Rob Bourdon – trommer (1996–2017 )

### Tidslinje
Unable to compile EasyTimeline input:

Timeline generation failed: 5 errors found

Line 5: Period = from:01/01/1996 till:30/06/2025

- Period attribute 'till' invalid.

```
 Date does not conform to specified DateFormat 'mm/dd/yyyy'.

```

Line 8: ScaleMajor = increment:2 start:1996

- Scale attribute 'start' invalid.

```
 Date '01/01/1996' not within range as specified by command Period.

```

Line 9: ScaleMinor = increment:1 start:1997

- Scale attribute 'start' invalid.

```
 Date '01/01/1997' not within range as specified by command Period.

```

Line 21:  color:album layer:back

- LineData invalid. No (valid) command 'Period' specified in previous lines.

Line 42: PlotData =

- PlotData invalid. No (valid) command 'Period' specified in previous lines.

## Linkin Park Underground
Linkin Park Underground er Linkin Parks officielle fanklub. Fanklubben har en kalender, hvor man kan se kommende koncerter, projekter, nyheder osv. De giver blandt andet også mulighed for at få sin egen e-mail med domænet linkinpark.com (ditbrugernavn@linkinpark.com), og andet Linkin Park relateret materiale.

### Liste over Linkin Park Undergrounds
- Underground V2.0 – 2002
- Underground 3 – 2003
- Underground 4.0 – 2004
- Underground 5.0 – 2005
- Underground 6 – 2006
- Underground 7 – 2007
- MMM...COOKIES - Sweet Hamster Like Jewels from America! – 2008
- Underground 9: Demos – 2009
- Underground X: Demos – 2010
- Underground Eleven – 2011
- Underground 12 – 2012
- Underground XIII – 2013
- Underground XIV – 2014
- Underground 15 – 2015